# R Ceti
R Ceti är en pulserande variabel av Mira Ceti-typ i Valfiskens stjärnbild. Stjärnan var den första i Valfiskens stjärnbild som fick en variabelbeteckning.
Stjärnan varierar mellan magnitud +7,2 och 14 med en period av 166,24 dygn.

## Fotnoter
1. ↑  Variabelstjärnornas beteckningar börjar med bokstäverna R-Z, därefter A-Q , följt av RR-ZZ och AA-QQ, varefter de börjar betecknas med bokstaven V och ett ordningsnummer, från och med V335.